# The War Zone
The War Zone is een Britse dramafilm uit 1999, geregisseerd door Tim Roth in zijn regiedebuut en geschreven door Alexander Stuart. De film is gebaseerd op Stuarts gelijknamige roman uit 1989.

## Verhaal
Tom is een tiener die radeloos is over de verhuizing van zijn familie van Londen naar een landelijk huis in Devon, waar hij zijn oude vrienden mist. Hij begint de geheime seksuele relatie tussen zijn achttienjarige zus Jessie en hun vader te ontdekken. De spanningen tussen Tom en Jessie lopen op als hij onthult dat hij op de hoogte is van hun relatie. Tom beschuldigt zijn vader, maar hij slaat hem. Nadat Tom een geheim onthult aan zijn moeder, die net bevallen is van een dochter, maakt ze vanuit het ziekenhuis telefonisch ruzie met haar man. Ten slotte steken Tom en Jessie de vader neer in zijn slaapkamer. Ze trekken zich radeloos en getraumatiseerd terug in een bunker op de helling. Jessie vraagt: “Wat gaan we nu doen?”, in het besef dat ze er voortaan alleen voor zullen staan.

## Rolverdeling
| Acteur           | Personage |
| ---------------- | --------- |
| Ray Winstone     | vader     |
| Tilda Swinton    | moeder    |
| Lara Belmont     | Jessie    |
| Freddie Cunliffe | Tom       |
| Colin Farrell    | Nick      |

## Release
De film ging in première op 29 januari 1999 op het Sundance Film Festival in Park City.

## Ontvangst
Op Rotten Tomatoes heeft The War Zone een waarde van 84% en een gemiddelde score van 7,50/10, gebaseerd op 32 recensies. Op Metacritic heeft de film een gemiddelde score van 68/100, gebaseerd op 21 recensies.